# Kenji Sakaguchi
Kenji Sakaguchi (jap. 坂口 健司, Sakaguchi Kenji; * 5. März 1975 in der Präfektur Saitama) ist ein ehemaliger japanischer Fußballspieler.

## Karriere
Sakaguchi erlernte das Fußballspielen in der Schulmannschaft der Bunan High School. Seinen ersten Vertrag unterschrieb er 1993 bei den Urawa Red Diamonds. Der Verein spielte in der höchsten Liga des Landes, der J1 League. Ende 1994 beendete er seine Karriere als Fußballspieler.